# 그대의 눈동자에는 비치지 않아
〈그대의 눈동자에는 비치지 않아〉(일본어: 君の瞳には映らない 기미노메니와우쓰라나이[*], 키미노메니와우츠라나이))는 코마츠 미호의 열한 번째 싱글이다.

## 개요
- 싱글곡으로는 처음으로 신시사이저나 드럼머신 등의 프로그래밍을 사용한 작품이다. 2010년 현재로도 공식 사이트의 톱 페이지에 사용되고 있는 카우보이모자를 쓴 음악가 사진은, 이 싱글 것이다.
- 〈당신이 있으니까〉〈그대의 눈동자에 비치지 않아〉〈Love gone〉과, 싱글 연애 3부작이라는 주제로 발매된 제2탄 작품이며, 네 번째 음반 《코마츠 미호 4: A thousand feelings》의 캐치코피인 “과거의 사랑, 현재의 사랑, 미래의 사랑이 여기에 있습니다.” 중에서 “미래의 사랑”에 위치하는 노래이다.

## 수록곡
1. 그대의 눈동자에는 비치지 않아(君の瞳には映らない)
  - 작사 · 작곡: 코마츠 미호, 편곡: 오가 요시노부

MFTV TV 오사카 《아메록》 닫는 곡.
2. 당신을 사랑해가는 것(あなたを愛してくこと)
  - 작사 · 작곡: 코마츠 미호, 편곡: 오가 요시노부

UHF 14국 넷 《바람을 타고 멋지게》 테마송.
3. 그대의 눈동자에는 비치지 않아 (INSTRUMENTAL)